# A Night at the Roxbury
A Night at the Roxbury ist eine US-amerikanische Filmkomödie von John Fortenberry aus dem Jahr 1998.

## Handlung
Die in Los Angeles lebenden Brüder Doug und Steve Butabi arbeiten im Blumengeschäft ihres Vaters Kamehl und wohnen im Elternhaus. Sie besuchen häufig Nachtlokale, wo sie zu Eurodance mit den Köpfen wackeln und kläglich versuchen, Frauen zu erobern. Ihr Ziel ist es, im Roxbury zu feiern, einem Nachtclub, allerdings wird ihnen dort ständig vom Türsteher der Zutritt verweigert. Tagsüber verbringen die beiden Brüder die meiste Zeit damit, im Laden ihres Vaters herumzualbern und davon zu träumen, gemeinsam einen so coolen Club wie das Roxbury zu eröffnen. Doug nutzt häufiger Kreditkartentransaktionen als Vorwand, um per Telefon mit einer Kartengenehmigungsmitarbeiterin zu flirten, die er „Kreditkartenfee“ nennt. Der Laden teilt sich eine Wand mit einem Beleuchtungsgeschäft von Fred Sanderson. Kamehl und Herr Sanderson hoffen, dass Steve und Emily, Sandersons Tochter, heiraten und die Familien und Unternehmen vereinen, um das erste Pflanzenlampen-Handelsunternehmen zu gründen.
Nach einem Tag am Strand beschließen die Brüder, dass diese Nacht die Nacht sein sollte, in der sie endlich in die Roxbury gelangen würden. Als Doug zu Hause in einen hitzigen Streit mit seinem Vater gerät, verweigert der verärgerte Kamehl seinen Söhnen daraufhin den Zugang zu ihrem BMW und ihren Mobiltelefonen. Die Brüder nutzen stattdessen den Lieferwagen des Geschäftes und versuchen erneut ins Roxbury zu kommen. Da sie wieder nicht auf der Liste stehen, wird ihnen der Zutritt erneut verweigert. Da auch ein Bestechungsversuch scheitert und sie annehmen, dass sie einfach zu wenig Geld geboten haben, begeben sie sich auf die Suche nach einem Geldautomaten. Sie fahren daher umher und treten im Verkehr immer wieder auf die Bremse, was schlussendlich dazu führt, dass Richard Grieco ihnen auffährt. Um eine Klage wegen eines nichtlegalen Ferrari zu vermeiden, bietet er den Brüdern an sie ins Roxbury zu bringen. Dort treffen sie sie den Clubbesitzer Benny Zadir und stellen diesem einige Ideen vor. Zadir mag die beiden und vereinbart für den nächsten Tag einen Termin mit ihnen. Dabei lernen sie auch Frauen kennen, die denken, die Brüder wären vermögend. Die Frauen schlafen später mit Doug und Steve, was die Brüder glauben lässt, dass sie nun eine ernsthafte Beziehung haben.
Auf dem Weg zur After-Party bei Herrn Zadir verärgern die Brüder seinen Fahrer und Leibwächter Dooey, indem sie ihn anhalten lassen, um Sprühsahne zu kaufen, und Witze über das Schlafen mit seinen Eltern machen. Aus Rache verweigert Dooey ihnen am nächsten Tag den Zutritt zu Zadirs Büro zu ihrem Treffen. Er erzählt den Brüdern, dass Zadir letzte Nacht völlig betrunken war und nicht weiß, wer sie sind. Die beiden wissen nicht, dass Zadir sie eigentlich sehen wollte und anordnet, dass die Stadt nach ihnen abgesucht werden soll. Nachdem auch die beiden Frauen sich von ihnen trennen, nachdem sie herausgefunden haben, dass die Brüder nicht vermögend sind, entbrennt ein heftiger Streit zwischen den beiden, welcher darin endet, dass Doug ins Gästehaus zieht.
Unterdessen wird Steve von seinem Vater gezwungen, Emily zu heiraten. Die Hochzeit findet im Hinterhof der Butabi-Residenz statt, wird jedoch von Doug unterbrochen. Craig, ein Freund von Steve und dessen Trauzeuge bietet an, Emily zu heiraten; sie stimmt dem zu. Richard Grieco spricht mit Kamehl Butabi und wirbt für mehr Verständnis für dessen Söhne.
Nachdem sich die Söhne mit ihrem Vater versöhnt haben, begeben sie sich wieder auf die Suche nach Nachtclubs. Dabei stoßen sie auf einen neuen Club, bei welchem der äußere Bereich so gestaltet ist, dass er dem Inneren ähnelt. Da dies eine der Ideen war, die Doug Zadir vorgeschlagen hat, beschließen sie, sich dies näher anzusehen. Beim Versuch einzutreten, werden sie nach ihren Namen gefragt und zu ihrer großen Überraschung erfahren sie, dass sie auf der Liste stehen. Sie gehen in den Club, wo sie Zadir finden, und Zadir verrät, dass er sie zur Belohnung ihrer Idee zu Teilhabern des Clubs gemacht hat. Ihr neuer Erfolg schließt sich, als sie im Club zwei Frauen treffen: Dougs Telefonistin von der Kreditkartenfirma („Kreditkartenfee“) und eine Polizistin, welche Steve einen Strafzettel verpasste und dort bereits mit ihm flirtete.

## Kritiken
Roger Ebert schrieb in der Chicago Sun-Times vom 2. Oktober 1998, die Komödie sei nicht nur unwitzig, sondern sogar erbärmlich (“A Night at the Roxbury’ probably never had a shot at being funny anyway, but I don’t think it planned to be pathetic”). Sie sei die erste von ihm gesehene Komödie, die das Gefühl vermittle, das Lachen sei gegenüber den Charakteren grausam.
Anita Gates schrieb in der New York Times vom 2. Oktober 1998, der Film sei wie die Charaktere der Brüder „zweifellos armselig“, aber man könne ihn lieben. Die Szene der unterbrochenen Hochzeit erinnere an die Filme Die Reifeprüfung und Jerry Maguire – Spiel des Lebens. Der früher für das Fernsehen tätige Regisseur habe „wahrscheinlich das Beste gemacht, was er mit den Charakteren machen konnte“.
Das Lexikon des internationalen Films urteilte: „Extrem geist- und witzlose Komödie ohne tragfähige Handlung und zündende Gags.“
Etwas wohlwollender fiel die Bewertung von Cinema aus: „Sicher macht Regisseur John Fortenberry wenig mehr, als den Gag am Disco-Eingang immerfort zu variieren. Aber bevor das nervt, ist der Film schon zu Ende.“

## Hintergrund
Die Charaktere haben ihren Ursprung in den „Roxbury Guys“ der Comedy-Show Saturday Night Live, in der neben den Hauptcharakteren Will Ferrell und Chris Kattan auch Gäste wie Jim Carrey und Tom Hanks zu sehen waren.
Der Film wurde in Los Angeles und Umgebung gedreht. Seine Produktionskosten betrugen schätzungsweise 17 Millionen US-Dollar. Der Film spielte in den Kinos der USA ca. 30,3 Millionen US-Dollar ein.
Eine besondere Rolle spielt der Song What Is Love von Haddaway in dem Film: Am Anfang ist der Song im Hintergrund zu hören, während die Brüder in verschiedenen Nachtlokalen ihr Glück bei den Frauen versuchen und rhythmisch mit den Köpfen zum Song wackeln. Später unterbricht Doug die Hochzeit von Steve und Emily, indem er einen Ghettoblaster anmacht und dort What Is Love abspielt.
Das rhythmische Kopfwackeln wurde zu einem Meme im Internet, welches jedoch bereits vor dem Film infolge der Sketche in Saturday Night Live entstand. Eine bekannte Parodie, die sich auf den Film bezieht, zeigt den damaligen Microsoft-CEO Bill Gates mit dem damaligen Microsoft-Präsidenten Steve Ballmer.

## Soundtrack
Der Soundtrack zu dem Film wurde auf CD veröffentlicht.
1. What Is Love – Haddaway (3:35)
2. Bamboogie (Radio Edit) – Bamboo (3:15)
3. Make That Money (Roxbury Remix) – Robi Rob’s Club World (3:51)
4. Disco Inferno – Cyndi Lauper (3:18)
5. Do Ya Think I’m Sexy – N-Trance featuring Rod Stewart (3:25)
6. Pop Muzik – 3rd Party (3:05)
7. Insomnia (Monster Mix) – Faithless (3:45)
8. Be My Lover (Club Mix) – La Bouche (5:35)
9. This Is Your Night – Amber (3:52)
10. Beautiful Life – Ace of Base (3:11)
11. Where Do You Go (Ocean Drive Mix) – No Mercy (7:21)
12. A Little Bit of Ecstasy – Jocelyn Enriquez (3:59)
13. Careless Whisper – Tamia (5:27)
14. What Is Love? (Refreshmento Extro Radio Mix) – Haddaway (3:43)